# Scherma in carrozzina

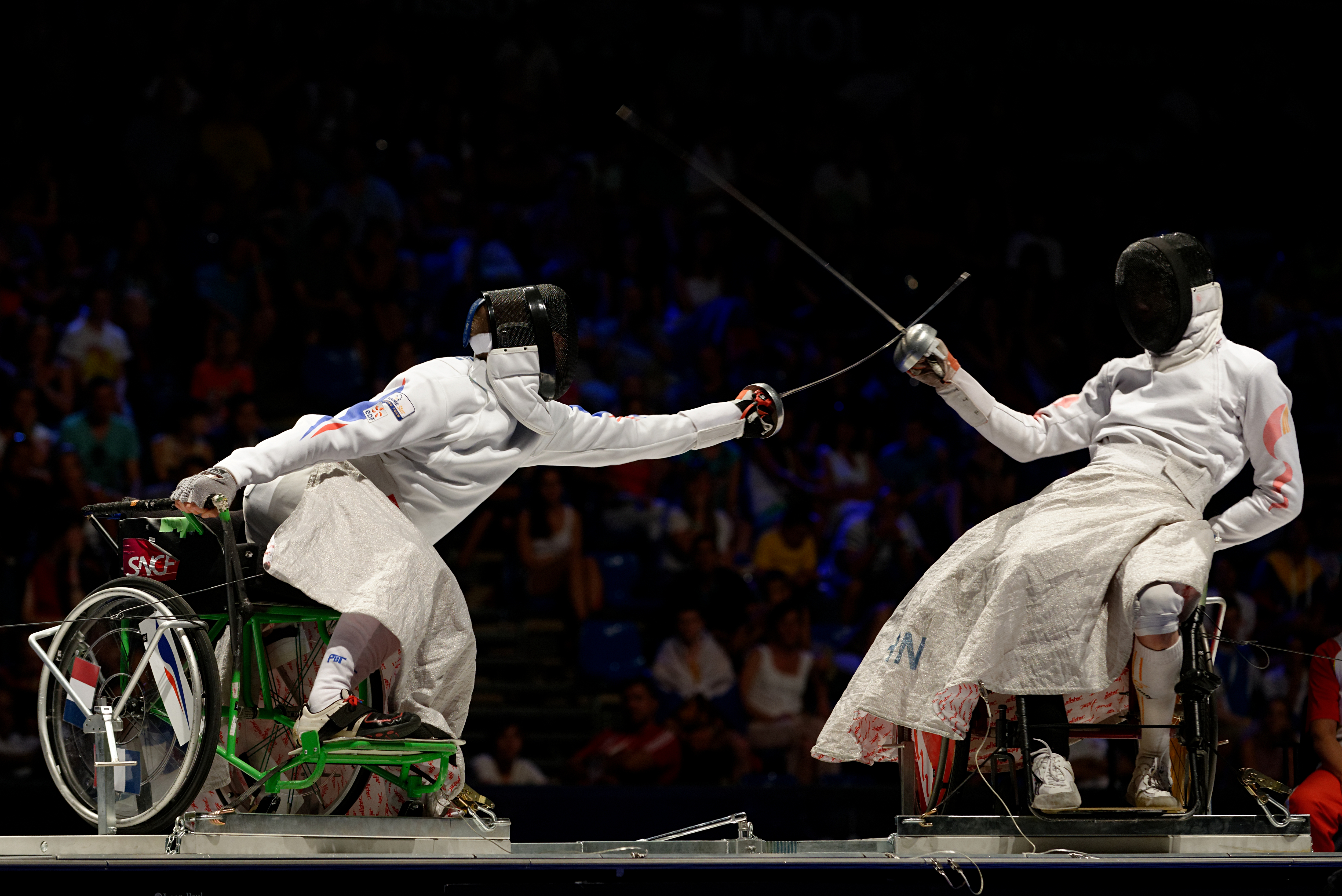
Spada A al Campionato mondiale di scherma 2013

La scherma paralimpica, nota anche come scherma in carrozzina, dall'inglese "wheelchair fencing", è uno sport paralimpico nato dalla scherma. Gli atleti paralimpici e le competizioni paralimpiche (inclusi i Giochi paralimpici) sono sotto l'egida del Comitato Paralimpico Internazionale (IPC, International Paralympic Committee), mentre la federazione internazionale è la International Wheelchair Fencing.

## Storia
La scherma paralimpica nasce come sistema di recupero per i reduci della Seconda guerra mondiale inventato in Inghilterra (paese che, non a caso, ha dato vita al movimento Paralimpico internazionale) dal Prof. Ludwig Guttmann nel 1948 . In Italia nasce  nel 1953 e cioè solo poco tempo dopo l'avvento nel paese dello sport per disabili.
Dal 2011 è stata accorpata nella Federazione Italiana Scherma  come "quarta arma", in accordo con il Comitato Italiano Paralimpico. 

## Descrizione

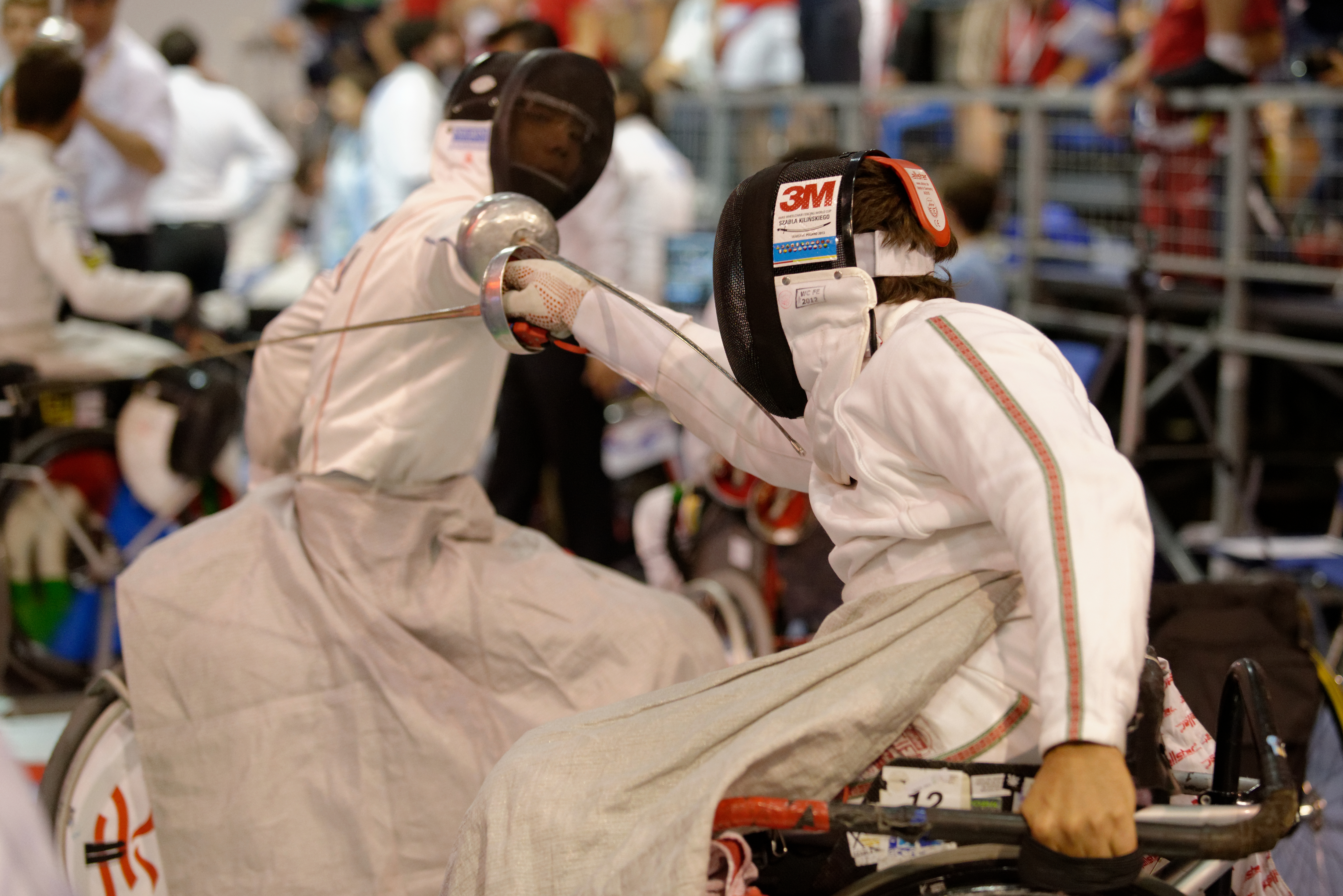
Spada A ai Campionato mondiale di scherma 2013

Uno degli elementi fondamentali della scherma tradizionale è l'uso delle gambe, mediante le quali l'atleta può indietreggiare per parare o schivare i colpi. Nella scherma in paralimpica ciò non è possibile, le carrozzine sono fissate alla pedana di gara in maniera quasi ortogonale alla stessa e l'atleta deve quindi avere un'enorme prontezza di riflessi per parare e portare il colpo, non potendo indietreggiare.

## Classificazioni
Vi è una classificazione a seconda del tipo e la portata della disabilità degli schermidori. Il sistema di classificazione consente agli schermitori di competere contro altri con un analogo livello di funzionalità. Scherma ha tre classi, A, B e C  e le sedie sono ancorate al suolo durante la competizione.
- classe A: atleti con il movimento del tronco pieno e buon equilibrio;
- classe B: atleti senza movimento delle gambe, ridotta funzionalità del tronco e scarso equilibrio;
- classe C: atleti con disabilità in tutti e quattro arti (non inclusa nel programma dei Giochi paralimpici estivi)